# Psilopogon lineatus
Il barbetto lineato (Psilopogon lineatus (Vieillot, 1816)) è un uccello della famiglia Megalaimidae, diffuso nel subcontinente indiano e in Indocina.

## Distribuzione e habitat
L'areale della specie comprende Bangladesh, Bhutan, Cina meridionale, India, Indonesia, Laos, Malaysia, Myanmar, Nepal, Thailandia e Vietnam.